# Таратино (Александровский район)
Таратино — деревня в Александровском районе Владимирской области России, входит в состав Каринского сельского поселения.

## География
Деревня расположена в 19 км на юго-запад от центра поселения села Большое Каринское и в 23 км на юго-запад от города Александрова. Рядом с деревней располагается военный городок Сергиев Посад-15 (бывший Загорск-15, место дислокации 102-го отдельного противоракетного центра, в/ч 48701), входящий в состав деревни c сентября 2018 года, до этого городок входил в состав Московской области. Несмотря на протесты жителей городка, их лишили прописки в Московской области, сам городок из Сергиево-Посадского района Московской области передали в состав Александровского района Владимирской области. При этом транспортной инфраструктуры от городка до Владимира нет и не было. Можно доехать только до Струнино.

## История
В XIX — начале XX века деревня входила в состав Махринской волости Александровского уезда, с 1926 года — в составе Карабановской волости. В 1859 году в деревне числилось 18 дворов, в 1905 году — 19 дворов, в 1926 году — 24 дворов.
С 1929 года деревня входила в состав Гидеевского сельсовета Александровского района, с 1941 года — в составе Ново-Воскресенского сельсовета Струнинского района, с 1965 года — в составе Лизуновского сельсовета Александровского района, с 2005 года — в составе Каринского сельского поселения.

## Население
| 1859 | 1905 | 1926 | 2002 | 2010 | 2021 |
| ---- | ---- | ---- | ---- | ---- | ---- |
| 120  | ↗128 | ↘115 | ↘15  | ↘4   | ↗34  |

## Известные жители
- Колесников, Константин Сергеевич (1919—2016) — специалист по динамике, прочности и надёжности машин; академик АН СССР, академик РАН; лауреат Государственной премии СССР.
- Колесников, Павел Сергеевич (1924—2007) — инженер-разработчик ракетной техники, Герой Социалистического Труда.

## Инфраструктура
В военном городке действует православный храм, дом культуры, детский сад № 13, средняя школа № 35, продуктовые магазины «Продукты», «Пятёрочка» и «Зелёный магазин», кафе-ресторан «Плюшки от Валюшки». Непосредственно в Таратино ничего нет, кроме дач и старинного колодца. Сохранились остатки липовой аллеи на месте бывшей барской усадьбы. 

## Транспорт
Автобусные маршруты № 120 Городок Жуклино — Сергиев-Посад, № 112 Струнино — Городок Жуклино.